# Nevado de Olivares
El Nevado de Olivares és una muntanya que es troba a la frontera entre Xile i l'Argentina, a la serralada dels Andes. Es troba al sud del pas d'Agua Negra, un dels ports de muntanya per carretera més alts dels Andes. El seu cim s'eleva fins als 6.216 msnm.
La primera ascensió documentat del cim va tenir lloc el 1964.